# 9460 McGlynn
9460 McGlynn (1998 HS30) là một tiểu hành tinh vành đai chính được phát hiện ngày 29 tháng 4 năm 1998 bởi JPL/GEODSS NEAT ở Haleakala.